# Data Communication Service
 (août 2013).
Si vous disposez d'ouvrages ou d'articles de référence ou si vous connaissez des sites web de qualité traitant du thème abordé ici, merci de compléter l'article en donnant les références utiles à sa vérifiabilité et en les liant à la section « Notes et références ».
 (janvier 2016).
Pour les articles homonymes, voir DCS.
Le Data Communication Service ou DCS est le nom commercial en Belgique du réseau de transmission de données par paquets utilisant le protocole X.25 (en France, son homologue porte le nom de Transpac).
Initialement développé par l'ex-RTT (Régie des télégraphes et des téléphones) en 1980, ce service continue d'être commercialisé par Belgacom en 2009 (Proximus actuellement) mais est à présent complètement démantelé. Bien que déjà vétuste et lente, cette technologie se caractérisait par son extrême fiabilité ce qui la rendait encore très utile pour les transmissions ne nécessitant pas de grandes performances de vitesses (terminaux de paiement, loterie nationale, ligne louées inter-bancaires, balises d'alerte nucléaires, etc.) tant au niveau national qu'international (X.25 étant un protocole mondialement utilisé). Son exploitation devait toutefois s'arrêter à l'horizon 2011 pour le trafic international. En Belgique, les deux derniers "nœuds" X25 ont été coupés en juin 2017 entre Jemelle et Arlon. Ils ne servaient plus qu'à de transmissions internes à Proximus (alarmes, essentiellement).